# Stazione di Cislago
Stazione di Cislago vasútállomás Olaszországban, Lombardia régióban, Cislago településen.

## Vasútvonalak
Az állomást az alábbi vasútvonalak érintik:
- Saronno-Laveno-vasútvonal

## Kapcsolódó állomások
A vasútállomáshoz az alábbi állomások vannak a legközelebb:
- Stazione di Mozzate
- Stazione di Gerenzano-Turate